# John S. Richardson

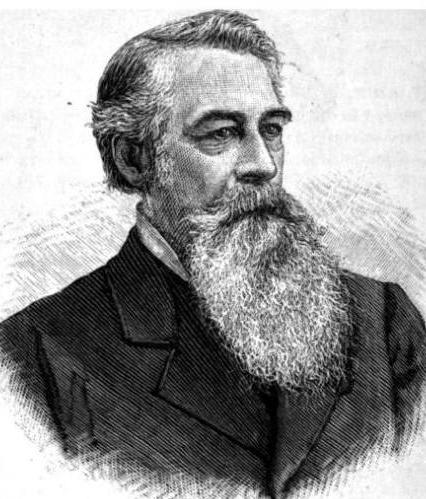
John S. Richardson

John Smythe Richardson (* 29. Februar 1828 bei Sumter, South Carolina; † 24. Februar 1894 ebenda) war ein US-amerikanischer Politiker. Zwischen 1879 und 1883 vertrat er den Bundesstaat South Carolina im US-Repräsentantenhaus.

## Werdegang
John Richardson wurde auf der Bloomhill-Plantage im Sumter County geboren. Er besuchte zunächst eine Schule in Cokesbury und studierte dann bis 1850 am South Carolina College, der heutigen University of South Carolina in Columbia. Nach einem anschließenden Jurastudium und seiner im Jahr 1852 erfolgten Zulassung als Rechtsanwalt begann er in Sumter in seinem neuen Beruf zu arbeiten.
Während des Bürgerkrieges diente Richardson als Offizier in der Armee der Konföderierten Staaten. Nach dem Krieg begann er als Mitglied der Demokratischen Partei eine politische Laufbahn. Zwischen 1865 und 1867 saß er als Abgeordneter im Repräsentantenhaus von South Carolina. Im Jahr 1876 war er Delegierter zur Democratic National Convention, auf der Samuel J. Tilden als Präsidentschaftskandidat nominiert wurde.
1878 wurde er im ersten Wahlbezirk von South Carolina in das US-Repräsentantenhaus in Washington, D.C. gewählt. Dort trat er am 4. März 1879 die Nachfolge von Joseph Hayne Rainey an. Nach einer Wiederwahl im Jahr 1880 konnte er bis zum 3. März 1883 zwei zusammenhängende Legislaturperioden im Kongress absolvieren. Nach seiner Zeit im Repräsentantenhaus war Richardson zwischen 1884 und 1893 im Sumter County als Master of Equity angestellt. Er starb am 24. Februar 1894 auf seinem Anwesen „Shadyside“ nahe Sumter.